# Чон Джи Су
Чон Джи Су (кор. 전지수, 全志秀, англ. Jeon Ji-Soo, р.13 декабря 1985 года в г.Тэгу, провинция Кёнсан-Пукто) — южнокорейская шорт-трекистка, 3-кратная чемпионка мира. 

## Спортивная карьера
Чон Джи Су родилась в районе Сусон в Тэгу и очень поздно пришла в шорт-трек, в возрасте 18 лет. Изучив шорт-трек в начальной школе Падонг и бросив его, она начала свою профессиональную карьеру на втором  году обучения в старшей школе Чонхва. Учитывая, что большинство фигуристов по шорт-треку обычно начинают кататься в начальной школе или, самое позднее, в средней школе, это очень поздний дебют. Её семья высказала много возражений: «Уже слишком поздно начинать». Однако, благодаря своей врожденной ловкости и настойчивости, она быстро вошла в состав юниорской сборной. 
На чемпионате мира в Белграде 2005 года заняла 2-е место в общем зачете, при этом выиграла 2 золота, в беге на 1000 м и в эстафете. Учитывая, что с тех пор, как Джи Су пришла в шорт-трек, прошел всего год, это огромное достижение. А в 2006 году, основываясь на ее невероятном мастерстве на 500 метров, она заняла 2-е место в общем зачете после Джин Сон Ю в отборочных соревнованиях среди взрослых и была выбрана в национальную сборную.
Когда она дебютировала в сборной, она стала горячей темой даже для людей, которые не интересовались шорт-треком из-за ее огромной красоты. Конечно, она брала не только внешностью, но и как спортсменка. В октябре на Кубке мира в Чонджу заняла 3-е место в беге на 1000 м, в декабре в канадском Сагенее также 3-е место на дистанции 500 м, а в феврале 2007 года дважды была третьей на 500 метровке в Будапеште и заняла 4-е место в общем зачете Кубка мира в беге на 500 м в сезоне 2006/07 годов.
В конце феврале 2007 года на зимних Азиатских играх в Чанчуне выиграла золотую медаль в составе эстафеты. В марте она завоевала золото на чемпионате мира в Милане в эстафете вместе с Джон Ын Джу, Джин Сон Ю,  Бён Чхон Са и Ким Мин Джун, а через несколько дней на командном чемпионате мира в Будапеште в том же составе вновь стали чемпионками мира.
Однако в отборочных соревнованиях национальной сборной в сезоне 2007/08 годов ей не удалось попасть в сборную. Пак Сын Хи, которая произвела фурор во внутренних соревнованиях на 500 м, обогнала Чон Джи Су, когда был отменен возрастной предел для взрослых, и заняла первое место.  Во время гонки в национальной сборной у Джи Су правое лезвие конька застряло во льду, а её лодыжка была сломана как внутри, так и снаружи. После этого у неё снова случился перелом лодыжки, и пришлось много времени посвятить реабилитации голеностопного сустава.
Тем не менее, несмотря на травмы и старение, её рефлексы не угасли, и она неизменно была одним из сильнейших на дистанции 500 метров в Корее, хотя и не отбиралась в сборную. Она была близка к тому, чтобы быть выбранной в отборе в национальную сборную в сезоне 2013/14 годов, но Сан Сан Джон и Ли Ын Бёль набрали последние 21 очко. Чон Джи Су не попала в команду. Однако в следующем сезоне она не только заняла 2-е место в беге на 500 м, но и вышла в финал на дистанции 1000 м во 2-м этапе, поднялась на 3-е место на 4-м этапе и заняла 3-е место на 3-м этапе.
В сезоне 2014/15 годов, который стал этапом для возвращения в международные соревнования впервые за восемь сезонов, она заняла в ноябре 2014 года на кубке мира в Монреале 2-е и 3-е места в беге на 500 м и в декабре на 4 этапе в Сеуле также стала второй на этой дистанции. В марте 2015 года на чемпионате мира в Москве, спустя 8 лет она выиграла золотую медаль в эстафете, в составе Но До Хи, Сим Сок Хи, Ким А Ран и Чхве Мин Джон.